# Iván Álvarez
Iván Marcelo Álvarez Valenzuela (Curicó, 20 gennaio 1980) è un ex calciatore cileno, di ruolo attaccante. È il fratello gemello del calciatore Cristián Álvarez.

## Carriera
Ha giocato nella prima divisione cilena con Universidad Católica, Deportes Temuco, Rangers de Talca, Cobreloa, Santiago Wanderers e Palestino, ed in quella boliviana con il Wilstermann.